# Полог (1967 – 1992)
„Полог“ (на македонска литературна норма: „Полог“) е вестник излизал в град Тетово, Федеративна Югославия и Република Македония, от 1967 до 1992 година.
Вестникът започва да излиза на 29 април 1967 година. Първите три години е месечник, като текстовете са на македонски литературен език, на албански и на турски. От април 1970 година вестникът става седмичник. „Полог“ отразява цялостния политически, културен и икономически живот в Полога – Тетовско и Гостиварско. Главни и отговорни редактори са Живко Стефановски, Гойко Ефтоски, Магдалена Наумовска, а редактори са Йован Дамяновски и Радица Исоска. В 1990 и 1992 година отново става месечник, но вече е списание. В 1992 година престава да излиза.